# 19 aprile
Il 19 aprile è il 109º giorno del calendario gregoriano (il 110º negli anni bisestili). Mancano 256 giorni alla fine dell'anno.

## Eventi
- 1770 – Il capitano James Cook giunge in vista dell'Australia
- 1775 – Inizio della guerra d'indipendenza americana con la battaglia di Lexington e Concord
- 1810 – Il Venezuela giunge a una forma di autogoverno
- 1820 – Sull'isola di Milo, in Grecia, Jules Dumont d'Urville vede nella capanna di un contadino locale la parte superiore della statua conosciuta come Venere di Milo: il contadino racconterà di averla trovata tre settimane prima scavando nei resti di un tempio, e di aver lasciato lì la parte inferiore e le braccia della statua; tutti questi pezzi vengono inviati al Museo del Louvre, in Francia, dove però si smarriscono nei magazzini, lasciando solo il busto senza braccia della Venere
- 1903 – Inizia il Pogrom di Chișinău
- 1904 – Gran parte della città di Toronto è distrutta da un incendio
- 1909 – Giovanna d'Arco viene beatificata
- 1919 – Stati Uniti d'America: Leslie Irvin compie il primo lancio con un paracadute a caduta libera
- 1923 – Viene promulgata la prima costituzione egiziana
- 1927 – USA: l'attrice Mae West viene condannata a dieci giorni di prigione per oscenità per l'interpretazione della sua commedia Sex
- 1937 – L'Italia fascista vara la prima Legge di tutela della razza, il Regio decreto-legge n. 880/37; l'ordinanza vietava il madamato (l'acquisto di una concubina) e il matrimonio con le donne nere delle colonie africane
- 1938 – USA: la RCA-NBC inizia le sue trasmissioni televisive
- 1943
  - Seconda guerra mondiale: soldati tedeschi delle SS, al comando del generale Jurgen Stroop entrano nel Ghetto di Varsavia per catturare gli ultimi ebrei rimasti
  - Albert Hofmann conduce il primo esperimento con l'LSD, autosomministrandosi 0,25 mg di LSD[1]
- 1945 – Seconda guerra mondiale, ultimi combattimenti aerei dell'Aeronautica Nazionale Repubblicana: quattro Bf.109 del 1º Gruppo caccia "Asso di bastoni" intercettano due B-24 in missione di rifornimento per le truppe partigiane della Val d'Ossola, scontro che causa la perdita di un B-24 da parte degli americani e la morte del sottotenente Aurelio Morandi; i rimanenti membri del 2º Gruppo caccia "Gigi Tre Osei" ingaggiano lo stesso giorno un ultimo combattimento contro un gruppo di B-25 e P-51 statunitensi, perdendo il sergente Renato Patton, ultimo caduto in battaglia dell'ANR, e cinque aerei nemici senza infliggere però perdite umane
- 1948 – Vengono resi noti i risultati delle votazioni politiche italiane del giorno precedente: la Democrazia Cristiana ottiene 48,5% dei voti e 305 seggi, affermandosi nettamente sulla seconda lista, quella del Fronte Democratico Popolare
- 1951 – Il generale Douglas MacArthur si ritira dall'attività militare
- 1956 – L'attrice Grace Kelly sposa Ranieri III di Monaco
- 1961 – Fallisce l'invasione della baia dei Porci sull'isola caraibica di Cuba
- 1967 – Lo scrittore Mihajlo Mihajlov è condannato a quattro anni e mezzo di carcere a Belgrado per aver criticato il regime di Tito
- 1968
  - Viene identificato l'uomo che il 4 aprile uccise Martin Luther King Jr: si tratta di James Earl Ray, evaso dal carcere di Jefferson City
  - Gli operai in sciopero negli stabilimenti Marzotto a Valdagno (VI) resistono alle cariche della polizia e danno vita a una battaglia in tutto il paese che si conclude con 42 arresti; la statua del fondatore della fabbrica, il conte Gaetano Marzotto, viene abbattuta[2]
  - George Harrison e John Lennon lasciano con due settimane d'anticipo sul previsto lo ashram gestito da Maharishi Mahesh Yogi sospettando che le sue attività di meditazione trascendentale sia in realtà una copertura per avvicinare giovani donne e accumulare denaro dai fedeli
- 1971
  - L'associazione di veterani contro la guerra del Vietnam inizia una dimostrazione di cinque giorni a Washington
  - Charles Manson è condannato all'ergastolo per l'eccidio di Cielo Drive in cui fu uccisa l'attrice Sharon Tate, moglie del regista Roman Polański
  - Lancio in orbita della Saljut da parte dei russi
- 1978 – Dopo 46 anni dall'ultima volta, si tiene a Madrid il congresso del Partito Comunista di Spagna
- 1979
  - Roma, Ciro Principessa, un iscritto al PCI, viene accoltellato da Claudio Minetti, un estremista di destra, all'interno della sezione del Partito
  - Milano, i Proletari Armati per il Comunismo uccidono l'agente della DIGOS Andrea Campagna
  - Repubblica Federale Tedesca, ritrovato nelle foreste vicino a Colonia il cadavere di Jozo Molos, un emigrato croato, crivellato di colpi; sono sospettati dell'omicidio i servizi segreti jugoslavi
- 1987 – La famiglia de I Simpson fa la sua prima apparizione con un cortometraggio animato intitolato Good Night e trasmesso all'interno del Tracey Ullman Show
- 1993 – Termina con una sparatoria che causa 86 morti l'assedio di Waco, Texas, durato cinquanta giorni in un complesso scolastico nei pressi di Waco
- 1994 – In Francia viene condannato all'ergastolo Paul Touvier, tristemente noto come il "boia di Vichy"
- 1995 – Timothy McVeigh tramite un'autobomba distrugge la sede dell'FBI di Oklahoma City, capitale dell'Oklahoma, provocando 168 vittime; fino a quel momento è il più grave attentato subìto dagli Stati Uniti
- 1999 – La sede del parlamento tedesco ritorna a Berlino
- 2000 – L'aereo Boeing 737-200 della Air Philippines precipita nei pressi dell'aeroporto di Davao causando 131 morti
- 2004 – Dal Cosmodromo di Bayqoñyr in Kazakistan parte una capsula Sojuz TMA-4, destinata al rifornimento della Stazione Spaziale Internazionale (ISS), con a bordo il russo Gennadij Padalka, l'olandese André Kuipers e lo statunitense Michael Fincke
- 2005 – Dopo il conclave viene eletto papa, al quarto scrutinio, il cardinale tedesco Joseph Ratzinger con il nome di Benedetto XVI; la fumata bianca è alle 17:50, seguita alle 18:04 dal rintocco delle campane a festa e dall'annuncio Habemus Papam alle 18:41

## Nati
Ci sono circa 1 140 voci su persone nate il 19 aprile; vedi la pagina Nati il 19 aprile per un elenco descrittivo o la categoria Nati il 19 aprile per un indice alfabetico.

## Morti
Ci sono circa 480 voci su persone morte il 19 aprile; vedi la pagina Morti il 19 aprile per un elenco descrittivo o la categoria Morti il 19 aprile per un indice alfabetico.

## Feste e ricorrenze

### Civili
Internazionali:
- Giornata mondiale del fegato[3]
- Giornata mondiale della biodanza[4]

Nazionali:
- Sierra Leone – Festa della repubblica
- Swaziland – Festa del genetliaco del Re
- Uruguay – Desembarco de los 33 (Ritorno dei 33 esuli)
- Venezuela – Dichiarazione d'indipendenza

### Religiose
Cristianesimo:
- Sant'Elfego di Canterbury, vescovo
- Sant'Emma di Sassonia, vedova
- Sant'Espedito di Melitene, martire
- San Geroldo, eremita
- San Giorgio d'Antiochia, vescovo
- San Leone IX, papa
- San Mappalico, martire
- Santa Marta di Persia, vergine e martire
- San Varnerio di Oberwesel, martire
- Beato Bernardo di Sithiu, penitente
- Beato Corrado Miliani di Ascoli, religioso
- Beato Giacomo Duckett, martire

Religione romana antica e moderna:
- Cerealia
- Ricorrenza della dedica del Santuario di Cerere, Libero e Libera

Vudù:
- Festa di Baron Samedi, Loa che attende le anime dei defunti durante il loro passaggio nell'aldilà